# Tomáš Šustek
Tomáš Šustek (* 3. února 1985) je český profesionální basketbalista, který ve své kariéře hrál Národní basketbalovou ligu za týmy Basketball Brno a BK Kondoři Liberec. V aktuální sezóně 2011/2012 obléká dres BK Jindřichův Hradec.

## Kariéra
Tomáš Šustek je odchovancem BK Jindřichův Hradec, profesionální kariéru zahájil v roce 2005 v týmu BK Kondoři Liberec.
- 2005 – 2009 : BK Kondoři Liberec
- 2006 – 2009 : BK Jindřichův Hradec (střídavý start v nižší soutěži)
- 2009 – 2010 : Basketball Brno
- 2010 – 2012 : BK Jindřichův Hradec

## Statistiky
| Sezóna     | Soutěž      | Odehrané minuty | Průměr na zápas | Body | Průměr na zápas |
| ---------- | ----------- | --------------- | --------------- | ---- | --------------- |
| 2006/07    | Mattoni NBL | 231.2           | 6.8             | 44   | 1.3             |
| 2007/08    | Mattoni NBL | 443.8           | 13.9            | 154  | 4.8             |
| 2008/09    | Mattoni NBL | 518.4           | 11.8            | 106  | 2.4             |
| 2009/10    | Mattoni NBL | 623.3           | 16.0            | 156  | 4.0             |
| 2010/2011  | 1. liga     | 687.3           | 22.9            | 303  | 10.1            |
| 2011/2012* | 1. liga     | 0               | 0               | 0    | 0               |

 *Pozn. nerozehraná sezóna - údaje k 13.09.2011 